# Contopus pertinax
A Contopus pertinax a madarak (Aves) osztályának verébalakúak (Passeriformes) rendjébe és a királygébicsfélék (Tyrannidae) családjába tartozó faj.

## Rendszerezése
A fajt Jean Cabanis és Ferdinand Heine német ornitológusok írták le 1859-ben.

## Alfajai
- Contopus pertinax minor (W. Miller & Griscom, 1925)
- Contopus pertinax pallidiventris Chapman, 1897
- Contopus pertinax pertinax Cabanis & Heine, 1859[2]

## Előfordulása
Az Amerikai Egyesült Államok délnyugati részén, Mexikó, Guatemala, Honduras, Nicaragua, Salvador és Belize területén honos. Természetes élőhelyei a szubtrópusi és trópusi síkvidéki és hegyi esőerdők. Vonuló faj.

## Megjelenése
Testhossza 19 centiméter, testtömege 27 gramm.

## Életmódja
Rovarokkal táplálkozik, télen gyümölcsöket is fogyaszt.

## Természetvédelmi helyzete
Az elterjedési területe rendkívül nagy, egyedszáma viszont csökken, de még nem éri el a kritikus szintet. A Természetvédelmi Világszövetség Vörös listáján nem fenyegetett fajként szerepel.